# Francis William Reitz
Francis William Reitz ifj., (1844. október 5. – 1934. március 24.) dél-afrikai búr ügyvéd, politikus, publicista, költő és államférfi. A két legjelentősebb búr állam (Oranje Szabadállam, Transvaal Köztársaság) egyik meghatározó személyisége. Politikai pályafutása során töltött be elnöki és államtitkári pozíciót is. Az afrikaans nyelv és kultúra lelkes támogatójaként ismert közéleti személyiség volt. Több, anyanyelvén írt verseskötete és publikációja is megjelent.

## Élete

### Ifjúkora és családja
Reitz 1844 októberében született a brit Cape kolónia gyarmatán, Swellendam városában. Ezen város jellegzetessége, hogy az óhazából vándorolt holland és fríz bevándorlók egyik központja volt. Édesapja idősebb Francis William Reitz, édesanyja Cornelia Magdalena Deneys volt. Reitz a hetedik gyermekként született, őt további öt testvére követte.
Reitz oktatása egy közeli farmon kezdődött meg, társai közül kitűnt tanulmányi eredményeivel. Később a fokvárosi Rouwkoop Kollégium tanulója volt. Ezt követően 6 évet töltött a Dél-afrikai Egyetemen, ahol jogi tanulmányokat folytatott. Tanulmányainak elvégzését követően Európába, az Egyesült Királyságba ment. Reitz az Angliában töltött időszaka alatt kezdett komolyabban érdeklődni a politikai iránt. Itt rendszeresen figyelemmel kísérte a brit alsóház, a House of Commons üléseit és döntéseit. 1868 körül visszatért hazájába, és Fokvárosban ügyvédként kezdett dolgozni.
1874-ben vette feleségül Blanka These norvég bevándorlót, aki Arnt Leonard Thesen kereskedő lánya volt. Első feleségétől nyolc gyermeke született, hét fiú és egy lány. These 1887-ben váratlanul elhunyt. Reitz második felesége Cornelia Maria Theresia Mulder lett, akitől hat fia és egy lánya született. Gyermekei közül Deneys fia tett szert hírnévre, aki harcolt a második búr háborúban és az első világháborúban, majd a Dél-afrikai Unióban komoly politikai karriert futott be.

### Politikai pályafutása
Reitz 1870-ben költözött Oranje Szabadállam fővárosába, Bloemfonteinbe, ahol jogi gyakorlatát végezte. Itt hamarosan a búr népgyűlés, a Volksraad tagja lett. Itt vált pártfogoltjává a neves oranje politikus, Jan Brand. Többek között az ő javaslatára választották a népgyűlés tagjává Reitz-et, aki több ízben is megpróbálta szelíden visszautasítani a felajánlást.
Első komolyabb politikai megbízatását 1876 júniusában kapta, amikor az állam igazságügy-minisztere lett. Ezen posztot több mint 13 éven keresztül töltötte be. Munkája során nagy segítséget jelentettek a Dél-afrikai Egyetemen megszerzett komoly jogi ismeretek.
1889. január 10-én Oranje Szabadállam ötödik elnökévé választották.
1898 és 1902 között a Transvaal Köztársaság utolsó államtitkára volt.
1910 és 1921 között a Dél-afrikai Unió szenátusának elnöke volt. Életének ez volt utolsó komolyabb politikai szerepvállalása. Ezt követően visszavonultan élt. Ideje java részét írással és fordítással töltötte, közben lánya, Bessie gondoskodott az idős politikusról. 1934-ben hunyt el, életének kilencvenedik évében.

### Emlékezete
- Róla nevezték el Reitz városát.
- 1947-ben egy hajót neveztek el róla Prezident Reitz néven.

### Munkái

#### Tudományos művek
- Reitz, F.W., Hoofregter Reitz over het barbaarsche patois (Paarl 1880).
- Reitz, F.W., 'De Taalkwestie', De Express and Zuid-Afrikaansch Tijdschrift, Sept. 1891.
- Reitz, F.W., 'De Hollandsche taal in Zuid-Afrika', De Zuid-Afrikaan, 13 March 1909.
- Reitz, F.W., 'Opvoeding en onderwijs: een toespraak ... in het Victoria College, Stellenbosch op 15 Junie 1888', Zuid-Afrikaansch Tijdschrift (July 1888).
- Reitz, F.W., 'Schetsen uit die Oranje Vrijstaat', Zuid-Afrikaansch Tijdschrift (December 1890).
- Reitz, F.W., Brief van den heer F.W. Reitz ... aan den heer P.J. Blignaut ... (Dordrecht: Morks & Geuze [c. 1900]), 12p.
- Reitz, F.W. & M.T. Steyn, President Marthinus Theunis Steyn, Mannen en vrouwen van beteekenis in onze dagen 33 (Haarlem 1903).
- Hofmeyr, J.H. & F.W. Reitz, Het leven van Jan Hendrik Hofmeyr (Onze Jan) (Cape Town: Van de Sandt de Villiers 1913), xii, 666p.
- Hofmeyr, J.H. & F.W. Reitz, The life of Jan Hendrik Hofmeyr (Onze Jan) (Cape Town: Van de Sandt de Villiers 1913), xii, 666p.
- Reitz, F.W., translator of Jorissen, E.J.P., Transvaalsche herinneringen (Amsterdam 1897) as Reminiscences of a Transvaal judge. Never published, due to the outbreak of the South African War (Second Anglo-Boer War).
- Reitz, F.W., translator of Theal, G.M., Korte geschiedenis van Zuid-Afrika 1486-1835 (Cape Town 1891)
- Reitz, F.W., [J. de Villiers Roos, J.C. Smuts, E.J.P. Jorissen,] Eene eeuw van onrecht (Pretoria [1899]), 49p.
- Reitz, F.W., [J. de Villiers Roos, J.C. Smuts, E.J.P. Jorissen,] Ein Jahrhundert voller Unrecht: ein Rückblick auf die süd-afrikanische Politik Englands: autorisierte Uebersetzung aus dem Holländischen, veröffentlicht auf Veranlassung und unter Mitwirkung von F.W. Reitz (Berlin: Walther 1900), 96p.

#### Verseskötetek
- Reitz, F.W., A Century of Wrong, Issued by F. W. Reitz ... With preface by W. T. Stead (London: Review of Reviews [1900])
- Reitz, F.W., 'Klaas Gezwint en zijn paert', Het Volksblad 19 July 1870.
- Reitz, F.W., Die steweltjies van Sannie', Het Volksblad 29 November 1873.
- Reitz, F.W., Klaas Gezwint en zijn paert and other songs and rijmpies of South Africa (Cape Town 1884)
- Reitz, F.W. (ed), Vijftig uitgesogte Afrikaansche gedigte (Cape Town 1888) (Ötven válogatott afrikáner vers)
- Reitz, F.W., Oorlogs- en andere gedigte (Potchefstroom 1910, 1911) (Háború és más versek)

## Lásd még
- Búrok
- Transvaal Köztársaság
- Oranje Szabadállam elnökeinek listája

## Fordítás
- Ez a szócikk részben vagy egészben  a   Francis William Reitz című angol Wikipédia-szócikk fordításán alapul.  Az eredeti cikk szerkesztőit annak laptörténete sorolja fel. Ez a jelzés csupán a megfogalmazás eredetét és a szerzői jogokat jelzi, nem szolgál a cikkben szereplő információk forrásmegjelöléseként.
- Ez a szócikk részben vagy egészben  a   Francis William Reitz című afrikaans Wikipédia-szócikk fordításán alapul.  Az eredeti cikk szerkesztőit annak laptörténete sorolja fel. Ez a jelzés csupán a megfogalmazás eredetét és a szerzői jogokat jelzi, nem szolgál a cikkben szereplő információk forrásmegjelöléseként.